# Mednarodna škofovska konferenca svetega Cirila in Metoda
Mednarodna škofovska konferenca svetih bratov Cirila in Metoda ((latinsko Conferentia Episcoporum Internationalis SS. Cyrilli et Metodii s kratico CEICEM) je ustanova katoliške Cerkve ki povezuje škofe iz Srbije z  Vojvodino, Črne gore, Kosovega in Makedonije.

## Zgodovina in položaj
Je naslednica Jugoslovanske škofovske konference (po razpadu Jugoslavije je prvotna jugoslovanska škofovska konferenca prenehala delovati, ker so se na novo ustanovile oz. osamosvojile škofovske konference na Hrvaškem, Bosni in Hercegovini in Sloveniji), katere prvi statut bio je bil potrjen novembra 1997, vendar je CEICEM formalno ustanovil sveti papež Janez Pavel II. šele decembra 2004; je članica Sveta evropskih škofijskih konverenc (Consilium Conferentiarum Episcoporum Europae, CCEE). Sedež zveze je v Beogradu, glavnem mestu Srbije. 1. julija 2018 je kardinal Pietro Parolin, državni tajnik Svetega sedeža med svojim obiskom v Republiki Srbiji, blagoslovil nove prostore škofijske zveze v nekdanjih prostorih župnije sv. Roka v Novem Sadu v Futoški ulici.
Predsedniku traja mandat pet let.

## Predsedniki
- Stanislav Hočevar (2004–2011)
- Zef Gashi (2011–2016)
- László Német (2016–)

## Članice
1. Nadškofija Beograd
2. Nadškofija Bar
3. Škofija Zrenjanin
4. Škofija Subotica
5. Grškokatoliška škofija Ruski Krstur
6. Škofija Kotor
7. Škofija Srem
8. Škofija Priština
9. Škofija Skopje